# Maria Josepa Carmela de Borbó
Maria Josepa Carmela de Borbó i de Saxònia (Gaeta, 6 de juliol de 1744 - Madrid, 8 de desembre de 1801) va ser princesa de Nàpols i Sicília i, després, infanta d'Espanya. Filla de Carles III i germana de Carles IV d'Espanya, va romandre soltera al llarg de la seva vida i va residir a la cort de Madrid, dedicada a tenir cura dels més petits i a la religió.

## Biografia

### Orígens
Va néixer al Palau Reial de Gaeta el 6 de juliol de 1744, filla del llavors Carles VII de Nàpols i V de Sicília —el futur Carles III d'Espanya— i de la princesa Maria Amàlia de Saxònia, que estava temporalment allà per la guerra que Carles III disputava a Itàlia el 1744. Va ser batejada allà mateix pel cardenal Spinelli. Va esdevenir princesa de Nàpols i Sicília des del seu naixement, i quan el seu pare va accedir al tron espanyol, el 10 d'agost de 1759, va convertir-se en infanta d'Espanya.

### Aspecte
Hom afirma que la seva aparença era poc atractiva, el seu cos encorbat i amb deformacions físiques com la cifosi, si bé Fernán Núñez la va descriure com de cara no desagradable, amb un nas i una boca com les del seu pare.

### Intents de matrimoni
Carles III va oferir-la en matrimoni a Lluís XV de França, que havia enviudat, després d'una proposta de casament, en vista que els seus fills encara no tenien descendència, i també per tal d'allunyar el monarca francès de madame du Barry. Més endavant, el rei va pensar en casar-la amb el seu germà, l'infant Lluís, comte de Chinchón. Cap dels dos projectes va fructificar i se'n desconeix el motiu. Hom creu que devia ser per l'aspecte de la infanta, tanmateix, altres afirmen que, en el cas de l'infant Lluís, ambdós estaven disposats, però finalment va ser la infanta que no va voler casar-s'hi per rumors sobre una malaltia que havia patit l'infant que podria perjudicar-la.

### Vida a la cort
La infanta va romandre soltera al llarg de la seva vida i va viure a la cort espanyola al llarg dels regnats del seu pare i del seu germà, Carles IV. S'encarregà de tenir cura dels més petits de la cort, sent molt estimada i apreciada per tothom, tret de la seva cunyada, la reina Maria Lluïsa de Borbó-Parma, a la qual titllava de desagradable. També va dedicar-se a la religió i va protegir a les monges carmelites durant molts anys.
Va ser dama de l'Orde de les Dames Nobles de la Reina Maria Lluïsa en la seva primera promoció, el 21 d'abril de 1792, a més de ser condecorada amb la Creu de l'Orde de la Creu Estrellada de la dinastia Habsburg.

### Mort
La infanta va morir a Madrid el 8 de desembre de 1801. Va ser enterrada primer al convent de Santa Teresa de la capital, pertanyent a les monges carmelites, però arran de la revolució de 1868 el convent va ser enderrocat i les seves restes van ser traslladades al Panteó d'Infants del monestir de San Lorenzo de El Escorial.

## Retrats
De Maria Josepa el Museu del Prado conserva un retrat de joventut, obra de Lorenzo Tiepolo, i un esbós de Francisco de Goya per al quadre La família de Carles IV, on és representada, poc abans de la seva mort, com una senyora gran i amb una piga molt gran a la templa dreta.